# Punta Carretas Shopping
Punta Carretas Shopping es un centro comercial uruguayo, ubicado sobre la calle José Ellauri 350 en el barrio Punta Carretas, Montevideo.

## Historia
Desde el punto de vista arquitectónico, es un reciclaje que ocupa las antiguas instalaciones de la Penitenciaría de Punta Carretas, originalmente inaugurada en 1915.
Durante décadas, esta penitenciaría y el vecino templo parroquial fueron los únicos edificios importantes del barrio.
En 1971, en una convulsionada época para el país, tuvo lugar la espectacular fuga de más de 100 presos, guerrilleros tupamaros.
Hacia fines de 1986, luego de un imponente motín, fue desalojada y permaneció vacía por unos años. En 1992 se decide comenzar el reciclaje y remodelación del inmueble. La antigua penitenciaría abrió sus puertas como el Punta Carretas Shopping Center en 1994.

## Reciclaje
El proyecto de reciclaje fue del estudio argentino Juan Carlos López y Asociados (autor de Galerías Pacífico (centro comercial), Patio Bullrich y Parque Arauco). y el arquitecto uruguayo Casildo Rodríguez. El shopping está hecho de piedra y mampostería, tiene 210 locales, 5 escaleras mecánicas y 3 convencionales. El arco y la fachada exterior de la cárcel se mantienen.

## Servicios
El centro comercial incluye varios servicios como:
- Servicio de atención al cliente
- Aparcamiento sin costo durante 2 horas
- Wi-Fi
- Coches/sillas de ruedas
- Farmacias
- Cine
- Plaza de comidas
- Casas de cambio.

## Actualidad
Desde el punto de vista urbanístico, se transformó definitivamente al apacible barrio de Punta Carretas: lo que antes era un lugar rechazado (inclusive, durante años se prohibía transitar por algunas de sus calles circundantes y caminar por sus veredas), se convirtió en un centro comercial y social.
El 22 de abril de 2016, el centro comercial fue desalojado por un incendio en algunos de sus locales.